# Bibliobús Pere Quart
El Bibliobús Pere Quart és un bibliobús inaugurat el juliol de 1982 que dona servei als municipis i nuclis de població de les comarques del Pallars Jussà, Pallars Sobirà, l'Alta Ribagorça i l'Alt Urgell. Rep el suport de la Central de Biblioteques de Lleida i forma part del Servei de Biblioteques de la Generalitat de Catalunya. El vehicle porta el nom del poeta català Pere Quart, pseudònim de Joan Oliver, que havia treballat de xòfer al bibliobús del Servei de Biblioteques del Front, durant la guerra civil espanyola.
El Pere Quart fou el primer bibliobús que es va posar en funcionament a Catalunya després de la dictadura franquista i, el dia de la seva inauguració, va rebre un text de reconeixement del propi escriptor. Actualment, dona servei a 16 municipis del Pallars Jussà, Pallars Sobirà, Alta Ribagorça i Alt Urgell, amb una població atesa de 9.323 habitants i amb una periodicitat de pas quinzenal i mensual:
- Alins
- Baix Pallars
- Coll de Nargó
- Espot
- Esterri d'Àneu
- la Guingueta d'Àneu
- Isona i Conca Dellà
- Llavorsí
- Organyà
- Rialp
- Ribera d'Urgellet
- Salàs de Pallars
- Talarn
- la Torre de Cabdella
- la Vall de Boí
- Vall de Cardós
- Vilaller

El 8 d'octubre de 2006 va estrenar nou vehicle en l'acte d'inauguració que va celebrar-se a Rialp, amb la presència del conseller de Cultura de la Generalitat de Catalunya, Ferran Mascarell, i l'alcaldessa del municipi. Maria Pilar Tomàs.